# Pomme de terre de l'île de Ré
La pomme de terre de l'île de Ré est une appellation d'origine contrôlée (AOC) qui s'applique à une production de pommes de terre primeurs spécifique de l'île de Ré (Charente-Maritime).
La « Confrérie de la pomme de terre primeur de l'île de Ré », créée en 2000, est chargée de promouvoir et de préserver cette production.
L'appellation AOC est régie par un décret en date du 5 février 1998 qui précise les conditions à respecter pour bénéficier du label.
Depuis l'an 2000, la pomme de terre de l'île de Ré bénéficie également d'une appellation d'origine protégée (AOP) dans le cadre européen.
La production s'élève à environ 2000 tonnes par an, soit 2 % environ de la production française de pommes de terre primeurs.

## Conditions à respecter
Les pommes de terre doivent être cultivées dans des parcelles définies situées dans les communes suivantes 
- canton d'Ars-en-Ré : Ars-en-Ré, La Couarde-sur-Mer, Loix, Les Portes-en-Ré, Saint-Clément-des-Baleines ;

- canton de Saint-Martin-de-Ré : Le Bois-Plage-en-Ré, La Flotte, Rivedoux-Plage, Sainte-Marie-de-Ré, Saint-Martin-de-Ré.

Elles doivent également être calibrées et conditionnées à l'intérieur de ces mêmes communes. Le calibre des tubercules doit être inférieur à 70 millimètres et le poids des emballages de distribution ne doit pas excéder 25 kilogrammes.
Les variétés autorisées sont les suivantes :
- variétés de consommation : alcmaria, goulvena, pénélope, starlette, carrera ; osiris.
- variétés de consommation à chair ferme : amandine, BF 15, charlotte, roseval.

Le rendement moyen par parcelle ne doit pas dépasser 25 tonnes à l'hectare.
La commercialisation est autorisée jusqu'au 31 juillet de chaque année.